# Ванг Џоу
Ванг Џоу (кин: 王洲, пинјин: Wáng Zhōu; Шангај, 17. фебруар 1999) кинески је пливач чија специјалност су трке делфин стилом на 200 метара.

## Спортска каријера
Ванг је са такмичењима на међународној сцени започео  још као јуниор, а прво велико такмичење на ком је наступио било је светско првенство за јуниоре у Сингапуру 2015. где је заузео високо седмо место у финалу трке на 400 мешовито. 
На светском сениорском првенству у великим базенима дебитовао је у Будимпешти 2017, остваривши солидне резултате у тркама на 200 делфин (22. место) и 400 мешовито (31. место). 
На Азијским играма у Џакарти 2018. освајањем четвртог места у трци на 200 делфин постигао је највећи успех у дотадашњој каријери. 
На свом дрзгом анступу на светским првенствима, у корејском Квангџуу 2019. заузео је тек 40. место у квалификацијама трке на 200 делфин и није успео да се пласира у финале. 